# Cynomops greenhalli
Cynomops greenhalli là một loài động vật có vú trong họ Dơi thò đuôi, bộ Dơi. Loài này được Goodwin mô tả năm 1958.